# Condado de Brod-Posavina

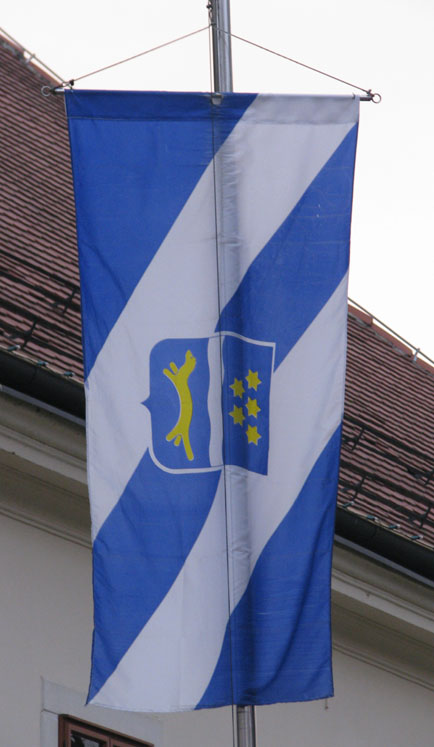
Bandera del Condado.

El condado de Brod-Posavina (en croata: Brodsko-posavska županija) es un condado croata. La población del condado era de 130.782 habitantes en 2021. Su centro administrativo es la ciudad de Slavonski Brod.

## Ciudades y municipios
El condado de Brod-Posavina está dividido en 2 ciudades y 26 municipios:

### Ciudades
- - Nova Gradiška
  - Slavonski Brod

### Municipios
- - Bebrina
  - Brodski Stupnik
  - Bukovlje
  - Cernik
  - Davor
  - Donji Andrijevci
  - Dragalić
  - Garčin
  - Gornja Vrba
  - Gornji Bogićevci
  - Gundinci
  - Klakar
  - Nova Kapela
  - Okučani
  - Oprisavci
  - Oriovac
  - Podcrkavlje
  - Rešetari
  - Sibinj
  - Sikirevci
  - Slavonski Šamac
  - Stara Gradiška
  - Staro Petrovo Selo
  - Velika Kopanica
  - Vrbje
  - Vrpolje